# Sandersons Hope

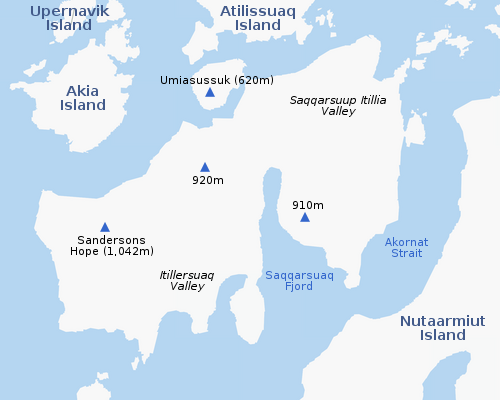
Ubicación de Sandersons Hope en la isla Qaarsorsuaq

El monte Sandersons Hope (que en español significa la «Esperanza de Sanderson») es una montaña de 1042 m de altitud, localizada en el municipio de Qaasuitsup, que se encuentra en la parte occidental de la isla Qaarsorsuaq del archipiélago de Upernavik, en el noroeste de Groenlandia.
Sandersons Hope está cubierta por la nieve durante la mayor parte del año, aunque no está helada.  Es visible desde el aeropuerto de Upernavik, a unos 9,5 km de distancia, y desde toda la costa del sudeste oriental de la isla Upernavik.

## Historia
Está montaña fue utilizada como referencia geográfica en el viaje de John Davis de 1589, que en mayo llegó hasta los 72°92' N (algo más al norte) siendo el punto más septentrional alcanzado en la costa occidental de Groenlandia. Ese punto solo será superado en la expedición de William Baffin de 1616 que logró seguir aún más al norte unas 300 millas (480 km), hasta lograr los 77°45'N, una latitud que permanecerá hasta 236 años más tarde.